# Широков, Пётр Алексеевич
Пётр Алексеевич Широков (15 [28] января 1895, Казань — 26 февраля 1944, Казань) — советский математик, геометр, доктор физико-математических наук (1936), профессор Казанского государственного университета (1930).
Основные исследования в области дифференциальной геометрии, неевклидовой геометрии и тензорного анализа.
Совместно с Н. Г. Чеботарёвым и Н. Г. Четаевым принял активное участие в организации Научно-исследовательского института математики и механики при Казанском университете, в котором возглавил сектор геометрии.

## Биография
Пётр Алексеевич Широков родился 28 января 1895 года в семье преподавателя естественных наук Казанского реального училища Алексея Саввиновича Широкова. В 1914 г. окончил гимназию с золотой медалью и поступил на математическое отделение Казанского университета. Первые самостоятельные исследования (приложения теории групп к механике и геометрии) выполнил ещё будучи студентом. В 1917 г. представил на факультет сочинение «Интерпретация и метрика квадратичных геометрий», удостоенное золотой медали. По сведениям, сообщённым его сыном, во время гражданской войны П. А. Широков был мобилизован в Белую армию и при отступлении её из Казани был вынужден уйти в Сибирь, где попал в плен к красным и закончил военную службу в Красной армии, где преподавал элементарную грамоту красноармейцам. К научным занятиям смог вернуться лишь в 1920 г., когда был освобожден от военной службы для прикомандирования к Казанскому университету и оставлен для приготовления к профессорскому званию.
В период 1923—1929 гг. им было опубликовано 15 работ, в которых сначала рассматривались вопросы дифференциальной геометрии и механики пространства Лобачевского и вообще пространств постоянной кривизны, а позже с помощью тензорных методов изучался более общий класс римановых пространства, по своим свойствам близких к пространствам постоянной кривизны.
В 1930 г. Широков был утвержден Наркомпросом РСФСР в должности профессора теоретической механики. В 1933 г. назначен заведующим кафедрой математики Казанского университета, а в 1936 г. ему была присуждена степень доктора физико-математических наук без защиты диссертации. С 1937 г., после разделения кафедры математики на несколько специальных кафедр, Петр Алексеевич заведует кафедрой геометрии. С первых дней Великой Отечественной войны Широков являлся деканом физико-математического факультета Казанского университета. Скончался 26 февраля 1944 г. от болезни сердца.

## Семья
- Сын: Александр Петрович (1926-1998) - д.ф.-м.н., проф. Казанского ГУ.[3]